# At Point Blank
Pour plus de détails, voir Fiche technique et Distribution.
At Point Blank (Rånarna) est un film suédois réalisé par Peter Lindmark, sorti en 2003.

## Fiche technique
- Titre : At Point Blank
- Titre original : Rånarna
- Réalisation : Peter Lindmark
- Scénario : Peter Lindmark
- Musique : Johan Söderqvist
- Pays de production : Suède
- Genre : action
- Date de sortie : 2003

## Distribution
- Sofia Helin : Klara
- Mikael Persbrandt : Frank
- Stefan Sauk : Greger Krona
- Stina Ekblad : Marianne
- Peter Franzén : Juha / Jarkko
- Jens Hultén : Piketbefäl Mattsson